# レフラー症候群
レフラー症候群（レフラーしょうこうぐん、英: Löffler syndrome）は、好酸球性肺疾患の一病型の急性肺炎。二次性好酸球増多症に分類される。レフレル症候群ともいう。

## 概要
主症状は主に咳、発熱、呼吸困難、胸部レントゲン写真での肺浸潤影、末梢血好酸球増多などがある。
しかし、どれも軽度かつ一過性で通常1か月以内に消散するとされている。寄生虫、特にヒト回虫感染の場合もあるが、それが認められない例もある。
治療はコルチコステロイドによる対症療法であり、充分な効果を発揮する。

## 研究
京都府立医科大学の医学部教授の有薗直樹は、『線虫感染によるレフラー症候群の病態発生機序に関する研究』という研究を1995年から1996年にかけて出版している。